# Fordyce (Nebraska)
Fordyce es una villa ubicada en el condado de Cedar en el estado estadounidense de Nebraska. En el Censo de 2010 tenía una población de 139 habitantes y una densidad poblacional de 370,13 personas por km².

## Geografía
Fordyce se encuentra ubicada en las coordenadas 42°41′54″N 97°21′46″O / 42.69833, -97.36278. Según la Oficina del Censo de los Estados Unidos, Fordyce tiene una superficie total de 0.38 km², de la cual 0.38 km² corresponden a tierra firme y (0%) 0 km² es agua.

## Demografía
Según el censo de 2010, había 139 personas residiendo en Fordyce. La densidad de población era de 370,13 hab./km². De los 139 habitantes, Fordyce estaba compuesto por el 98.56% blancos, el 0% eran afroamericanos, el 0% eran amerindios, el 0% eran asiáticos, el 0% eran isleños del Pacífico, el 0% eran de otras razas y el 1.44% pertenecían a dos o más razas. Del total de la población el 6.47% eran hispanos o latinos de cualquier raza.